# 一文字グルグル
一文字グルグル（ひともじグルグル）は熊本県の郷土料理。一文字のぐるぐる（ひともじのぐるぐる）とも呼ばれる。

## 概要
ぬたに似た料理である。熊本地方を中心に、県内各地で食される。
6代目藩主細川重賢の時代に財政難であった熊本藩が天明2年（1782年）に出した倹約令をきっかけに安くて美味しい酒のつまみとしてとして考案されたのが始まりと言われている。
一文字（人文字）をぐるぐる巻くことから「一文字グルグル」という名前がついたと言われている。元々「ひともじ」はネギ（ワケギ）の別称（ヒトモジグサ）でもあり、女房言葉としても用いられてきたという。
もともと一文字の旬は春であるが、郷土料理として通年で食したいという要望から品種改良が進められており、収穫時期が増えている。かつては、コンニャクの刺身、マテ貝やウバ貝の煮しめ等と共にひな祭りに欠かせない料理でもあった。

## 材料
- 一文字（小ネギの一種。「人文字」とも表記する）
- 酢味噌

## 作り方
- 地元で採れる一文字をさっと茹で、氷水にくぐらせる。
- 根元を軸に葉の部分をぐるぐる巻きつける。
- 酢味噌につけて食べる。